# زودپز

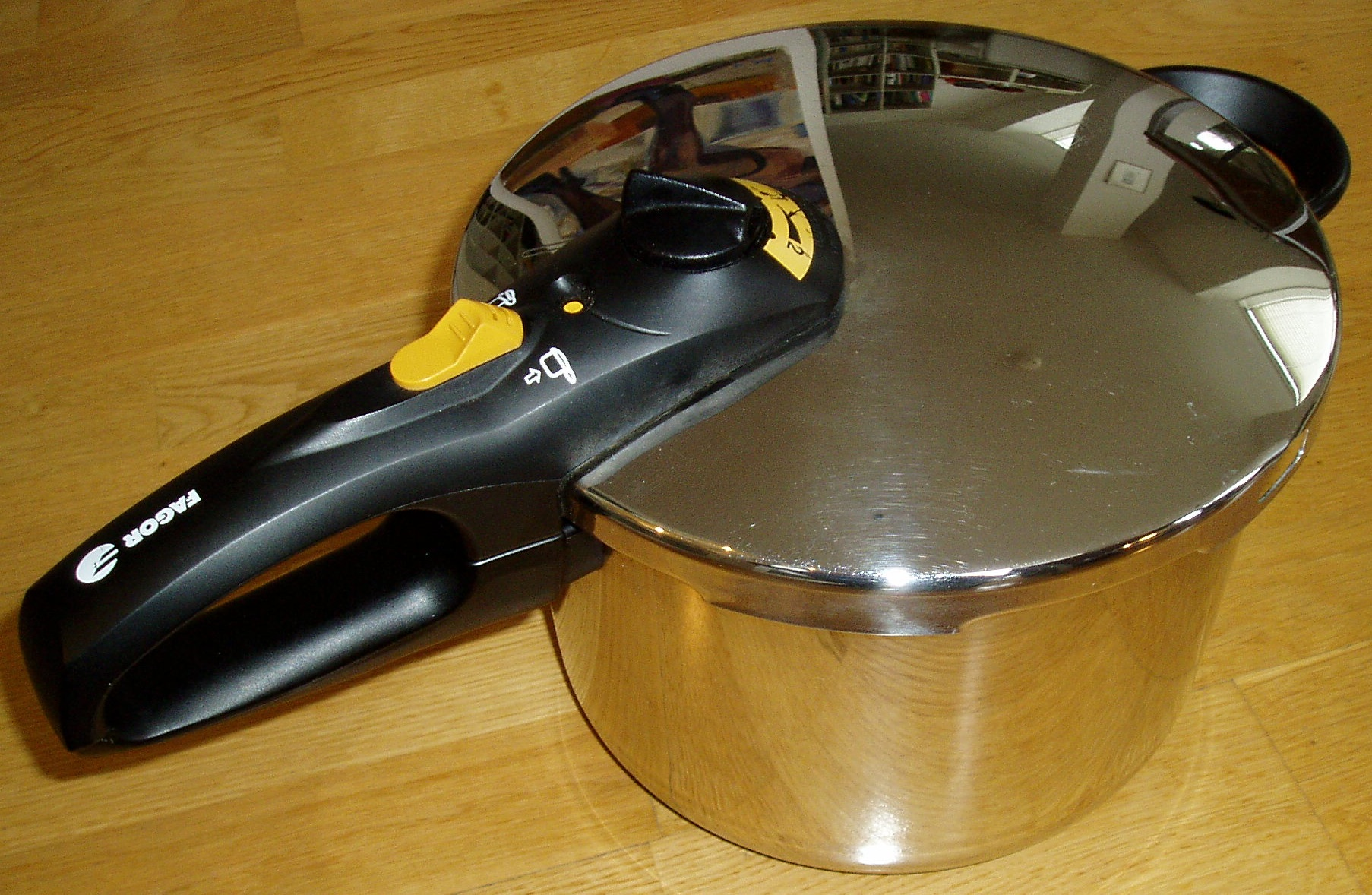
یک زودپز.

پختن مواد غذایی ممکن است در یک ظرف در بسته و تحت فشار به نام زودپَز انجام شود. این روش، سرعت پخت را افزایش می‌دهد و ویتامین‌های غذا نیز بهتر در آن باقی می‌مانند.
بدنه دیگ زودپز را از جنس فولاد ضدزنگ یا آلیاژی از آلومینیوم می‌سازند. روی درپوش این وسیله هم یک دریچه اطمینان وجود دارد. وقتی فشار بخار آب به حدی می‌رسد که ظرف نمی‌تواند آن را تحمل کند، این دریچه باز می‌شود تا بخار آب از آن خارج شود. در محل اتصال درپوش به بدنه، حلقه‌ای لاستیکی وجود دارد که از خارج شدن بخار آب جلوگیری می‌کند.
مخترع دیگ زودپز فیزیکدانی فرانسوی بود به نام دنیس پاپن که این گونه دیگ را در سال ۱۶۷۹ اختراع کرد. نخستین زودپزهای آلومینیومی در سال ۱۹۱۵ ساخته شدند و در سال ۱۹۳۷ شخصی به نام آلفرد ویشلر زودپز کوچکی را برای مصرف در آشپزخانه‌های نوین به بازار آورد.

## کارکرد

دریچه اطمینان زودپزها.

زودپزها بهترین وسیله برای پخت انواع گوشت و سبزیجات در کوتاه‌ترین زمان هستند. کافی است زودپز را پر از آب کرده و مواد را درون آن بریزید و بگذارید تا بپزد. پس از اتمام مرحله پخت، بخار از دورن سوپاپ آن خارج شده و غذا آماده می‌باشد. مصرف انرژی زودپز بسیار کم بوده و می‌تواند خیلی سریع تر از گاز یا فر غذا را آماده کنید.
هر مایعی در یک دمای خاص شروع به جوشیدن می‌کند و این دما که به دمای جوش معروف است، برای آب ۱۰۰ درجه سانتی گراد است.
اما نقطه جوش مایعات با بالارفتن فشار افزایش و با پایین آمدن فشار کاهش می‌یابد و در واقع کارایی اصلی زودپز هم به دلیل همین خاصیت مایعات است. وقتی غذا را همراه مقداری آب در داخل ظرف قرار می‌دهیم و شروع به حرارت دادن آن می‌کنیم، آب شروع به جوشیدن و بخار شدن می‌کند. بخار آب بتدریج در داخل ظرف افزایش می‌یابد و باعث بالا رفتن فشار داخل ظرف می‌شود. به این ترتیب، نقطه جوش آب با افزایش فشار بالا می‌رود و به ۱۳۰ درجه سانتی‌گراد می‌رسد.

## مدت پخت
نمونه‌هایی از مدت پخت خوراک با زودپز:
| خوراک           | زمان پخت، بر حسب دقیقه |
| --------------- | ---------------------- |
| سیب زمینی       | ۱۲                     |
| چغندر           | ۳۵                     |
| لوبیا           | ۴۰                     |
| نخود(کاملاً نرم) | ۵۰                     |
| بخار دادن گوشت  | ۵۵                     |